# أوغدن ريد
أوغدن ريد (بالإنجليزية: Ogden R. Reid)‏ هو دبلوماسي وسياسي أمريكي، ولد في 24 يونيو 1925 في نيويورك في الولايات المتحدة، وتوفي في 2 مارس 2019 في الولايات المتحدة. حزبياً، نشط في الحزب الجمهوري والحزب الديمقراطي. وقد انتخب عضو مجلس النواب الأمريكي.